# Hiob (Kresowycz)
Hiob, imię świeckie: Wołodymyr Adrianowycz Kresowycz (ur. 14 czerwca?/26 czerwca 1898 w Mokrcu, zm. 4 grudnia 1977 we Lwowie) – rosyjski biskup prawosławny pochodzenia ukraińskiego.

## Życiorys

### Młodość
Urodził się na Wołyniu w rodzinie duchownego prawosławnego. W 1915 podjął naukę w seminarium duchownym w Żytomierzu, w którym ukończył trzy klasy. Najprawdopodobniej studia w seminarium przerwał z powodu toczących się w mieście walk Armii Czerwonej z armią Petlury, a następnie wojny polsko-bolszewickiej. Okres wojny Wołodymyr Kresowycz spędził razem z rodziną we wsi Rachmanowo. Po 1919 podjął na nowo naukę w seminarium w Krzemieńcu, które ukończył w 1922. Wstąpił w związek małżeński, po czym został wyświęcony na kapłana przez arcybiskupa Dionizego (Waledyńskiego). Służył następnie w parafiach na Wołyniu - w Tarakanowie, Lubeczu. Przed 1935 otrzymał godność protoprezbitera. Miał dwoje dzieci – syna Fieofila (ur. 1927) i córkę Hałynę (ur. 1931).

### II wojna światowa
Po agresji ZSRR na Polskę 17 września 1939 i przymusowym wcieleniu Wołynia do ZSRR przeszedł z Polskiego Autokefalicznego Kościoła Prawosławnego do Rosyjskiego Kościoła Prawosławnego. Swoją pracę duszpasterską kontynuował również po agresji III Rzeszy na ZSRR w czerwcu 1941.
W styczniu 1942 ks. Kresowycz owdowiał. Został wówczas posłusznikiem w Ławrze Poczajowskiej i 21 lipca tego samego roku złożył tam wieczyste śluby mnisze przed arcybiskupem Aleksym (Hromadśkim). W tym samym momencie otrzymał godność archimandryty. Trzy dni później odbyła się jego chirotonia na biskupa łuckiego, wikariusza eparchii wołyńskiej. 6 czerwca 1943 z tytułem biskupa krzemienieckiego i łubieńskiego objął zarząd tej eparchii jako ordynariusz, po śmierci metropolity Aleksego w zamachu zorganizowanym najprawdopodobniej przez ukraińskich nacjonalistów.
Po wejściu Armii Czerwonej na Wołyń w lutym 1944 duchowny pozostał w Krzemieńcu. Zgodnie jednak z wcześniejszymi instrukcjami Synodu Rosyjskiego Kościoła Prawosławnego dotyczącymi hierarchów działających na ziemiach zajętych po 1941 przez hitlerowców, został przeniesiony z dotychczasowej eparchii do znacznie mniej znaczącej eparchii izmaelskiej, zaś w 1946 przeniesiony w stan spoczynku z wyznaczeniem jednego z monasterów Mołdawii jako miejsce pobytu. Jako oficjalną przyczynę tej decyzji podano stan zdrowia duchownego.

### W ZSRR
29 lipca 1947 został wyznaczony na biskupa łyskowskiego, wikariusza eparchii niżnonogrodzkiej. Faktycznie jego obowiązki ograniczały się jednak do administrowania jedną parafią w Łyskowie. W związku z tym w 1950 biskup Hiob zwrócił się w liście do patriarchy Aleksego I o wyznaczenie mu innych zadań. W związku z tym w tym samym roku został biskupem wielkołuckim i toropieckim, zaś w 1951 objął katedrę czeboksarską i czuwaską. W 1953, po śmierci arcybiskupa kazańskiego Sergiusza, objął po nim katedrę kazańską.

#### Proces i uwięzienie
W 1960, w czasie kolejnej fali ataków na Rosyjski Kościół Prawosławny, arcybiskup został fałszywie oskarżony o uchylanie się od płacenia podatków za cały okres sprawowania przez niego godności arcybiskupa kazańskiego (łącznie 790 tys. rubli). Mimo wpłacenia żądanej sumy przez dzieci hierarchy, które w celu jej zebrania sprzedały dom we Lwowie, duchowny został skazany na trzy lata pozbawienia wolności i odbył całość kary, do 24 kwietnia 1963.
Proces hierarchy był szeroko relacjonowany w prasie lokalnej i centralnej. Arcybiskupa Hioba przedstawiano w niej jako byłego kolaboranta hitlerowskiego. Fałszywie stwierdzano również, iż duchowny odmówił zamieszkania w przyznanym mu przez władze pięciopokojowym mieszkaniu i zakupił na koszt eparchii willę, zbudował dom dla swoich dzieci oraz jeździł najlepszymi samochodami. Informacje te były poważnie przesadzone (hierarcha faktycznie posiadał drogi samochód, wzniósł również dla eparchii osobny dom w miejsce zaproponowanego trzypokojowego mieszkania) lub całkowicie bezpodstawne (w kwestii rzekomej współpracy z hitlerowcami) i miały wyraźny charakter propagandowy. 
Jeszcze przed wydaniem wyroku w 1960 hierarcha został przeniesiony w stan spoczynku, zaś po zwolnieniu z więzienia zamieszkał we Lwowie z dziećmi. Synod Rosyjskiego Kościoła Prawosławnego nie zaprotestował przeciwko rzuconym na niego fałszywym oskarżeniom, ale również nigdy ich oficjalnie nie poparł.

### Ostatnie lata
W 1967 został wyznaczony do objęcia katedry ufijskiej, zaś w 1973 został przeniesiony do eparchii iwanowskiej i kineszemskiej. W 1977 duchowny zwrócił się do patriarchy Pimena z prośbą o przeniesienie w stan spoczynku z uwagi na zły stan zdrowia: niewydolność krążenia, problemy z poruszaniem się i pamięcią. Prośba ta została przyjęta 6 października 1977. 10 października tego samego Hiob (Kresowycz) otrzymał Order św. Włodzimierza.
Hierarcha przeżył ostatnie miesiące życia we Lwowie i tam zmarł w grudniu 1977. Został pochowany na Cmentarzu Janowskim; uroczystościom jego pogrzebu przewodniczył metropolita lwowski Mikołaj, zaś Żurnał Moskowskoj Patriarchii w nekrologu wysoko ocenił jego pracę duszpasterską.